# Brachirus harmandi
 Brachirus harmandi és un peix teleosti de la família dels soleids i de l'ordre dels pleuronectiformes que es troba a les costes de Laos, Tailàndia, Cambodja, Malàisia i la Mar de la Xina Meridional.